# Intelsat 10-02
Intelsat 10-02 ist ein Fernsehsatellit des International Telecommunications Satellite Consortium (Intelsat) mit Sitz in Luxembourg. Er wurde von der Firma EADS Astrium gebaut und am 16. Juni 2004 mit der russischen Trägerrakete Proton-M/Bris-M vom russischen Weltraumbahnhof Baikonur in Kasachstan ins All befördert. Seine Lebensdauer beträgt voraussichtlich 13 Jahre.
Intelsat 10-02 ersetzt den zuvor ebenfalls auf 1° West positionierten Intelsat 707.
Die Hälfte der aktiven Ku-Band-Transponder sind von Telenor, einem norwegischen Telekommunikationsunternehmen, welches die ebenfalls auf 1° West positionierten Satelliten Thor 5 und Thor 6 betreibt, gemietet. Telenor nennt den Satelliten auch Thor 10-02.
Eine Besonderheit sind die 268 kg schwere Solarzellenpanele aus Deutschland, die auch die elektrischen Triebwerke antreiben. Sie sind so genannte Hybridzellen, weil sowohl Solarzellen aus Silizium als auch aus Galliumarsenid verwendet werden. Bei den zwei Auslegern mit einer Länge von je 21,5 m sind vier der insgesamt fünf Paneele jedes Flügels mit Solarzellen aus Silizium und einer effizienteren Zelle aus Gallium-Arsenid bestückt.
Eigentlich sollte neben Intelsat 10-02 mit Intelsat 10-01 auch noch ein zweiter Satellit dieser Baureihe gestartet werden, jedoch wurde der Auftrag im November 2002 nach neunmonatiger Auslieferungsverzögerung seitens des Herstellers Astrium gekündigt.

## Empfang
Der Satellit kann in Europa, Afrika, Südamerika, dem Nahen Osten sowie Teilen Nordamerikas und Asiens empfangen werden. Die Übertragung erfolgt im C- und Ku-Band.